# Liste der portugiesischen Seefahrer und Entdecker
Die Liste der portugiesischen Seefahrer und Entdecker enthält Seefahrer und Entdecker, die im Auftrag von Portugal auf Reisen gingen oder aus Portugal stammten.
- Afonso de Albuquerque, eroberte und verteidigte von 1503 bis 1515 den östlichen Seeweg nach Indien für Portugal.
- Diogo de Azambuja, 1482–1484 der erste portugiesische Gouverneur, capitão-mór, von Elmina.
- Afonso Gonçalves Baldaia, erreichte 1436 den Rio de Ouro sowie Pedra bzw. Porto de Galé bei etwa 22° 3' nördlicher Breite.
- Pedro Álvares Cabral, Brasilien-„Entdecker“, erster Seefahrer, der in einer Reise vier Kontinente ansteuert: Amerika, Afrika, Asien und Europa.
- Diogo Cão, erforschte zwischen 1482 und 1489 die Westküste Afrikas bis zur Walvis Bay.
- Tristão da Cunha, Entdecker der  Insel Tristan da Cunha.
- Bartolomeu Dias, erreichte 1487 das Kap der Guten Hoffnung und umrundete Afrika.
- Dinis Dias, erreichte 1444 den westlichsten Punkt Kontinentalafrikas, das im heutigen Senegal gelegene Cabo Verde.
- Gil Eanes, fuhr als Erster 1434 über das als Ende der Welt geltende Kap Bojador hinaus und kehrte wieder zurück.
- Vasco da Gama, umsegelte zwischen 1497 und 1499 Afrika und erreichte Indien.
- André Gonçalves, segelte im Mai 1501 in das bereits entdeckte Brasilien
- João Gonçalves (Entdecker), segelte zusammen mit João Fernandes Lavrador und anderen im März 1501 in Richtung Neufundland
- Cristóvão Jaques, segelte zwischen 1503 und 1528 viermal nach Brasilien.
- Henrique Leme, machte ab 1516 drei Entdeckungsreisen, die ihn bis nach Sunda Kelapa führten.
- Ferdinand Magellan, begann für die spanische Krone 1519 als Erster eine Weltumsegelung und erforschte den Pazifik.
- Pedro Mascarenhas, Entdecker Diego Garcias und der Maskarenen
- Bartolomeu Perestrelo, 1418 „Wiederentdecker“ des Madeira-Archipels, er erhält Porto Santo, seine Tochter heiratet Kolumbus.
- Pedro de Sintra, Erforscher Westafrikas und Namensgeber von Sierra Leone.
- Diogo Soares, Entdecker der bis 1975 nach ihm benannten Stadt Diego Suarez in Madagaskar.
- Tristão Vaz Teixeira, 1418 „Wiederentdecker“ des Madeira-Archipels, er erhält Machico.
- João Gonçalves Zarco, 1418 „Wiederentdecker“ des Madeira-Archipels, er erhält Funchal.